# 綾瀬加恋
綾瀬 加恋（あやせ かれん）は、日本のグラビアアイドル。アイドル活動時はKHプロモーション所属。

## 作品

### DVD
- Lip Hip（2018年2月23日、スパイスビジュアル）[2]
- 恋愛禁止（2018年6月22日、竹書房）[1][3]
- 恋してカレン（2018年9月20日、ラインコミュニケーションズ）[4][5]
- 妄想カレシ（2018年12月21日、スパイスビジュアル）